# Boris Svetogorsky
Boris Eduardo Svetogorsky Marino (Montevideo, 22 de marzo de 1962-Ciudad de Guatemala, 22 de abril de 2022) fue un diplomático uruguayo, que ejerció como embajador de Uruguay en Guatemala concurrente para Honduras y Belice.

## Biografía
Nació el 22 de marzo de 1962 en Montevideo. En 1986 ingresó al Ministerio de Relaciones Exteriores de Uruguay.
Como diplomático, trabajó representando a Uruguay en Argelia, Austria, la Organización de las Naciones Unidas, Santa Sede y Brasil.
En 2019, fue nombrado embajador de Uruguay en Guatemala por el presidente Tabaré Vázquez; presentó sus cartas credenciales al entonces presidente de Guatemala Jimmy Morales el 16 de mayo de ese mismo año.
Murió el 22 de abril de 2022 en Ciudad de Guatemala.